# Bastar-Kraton

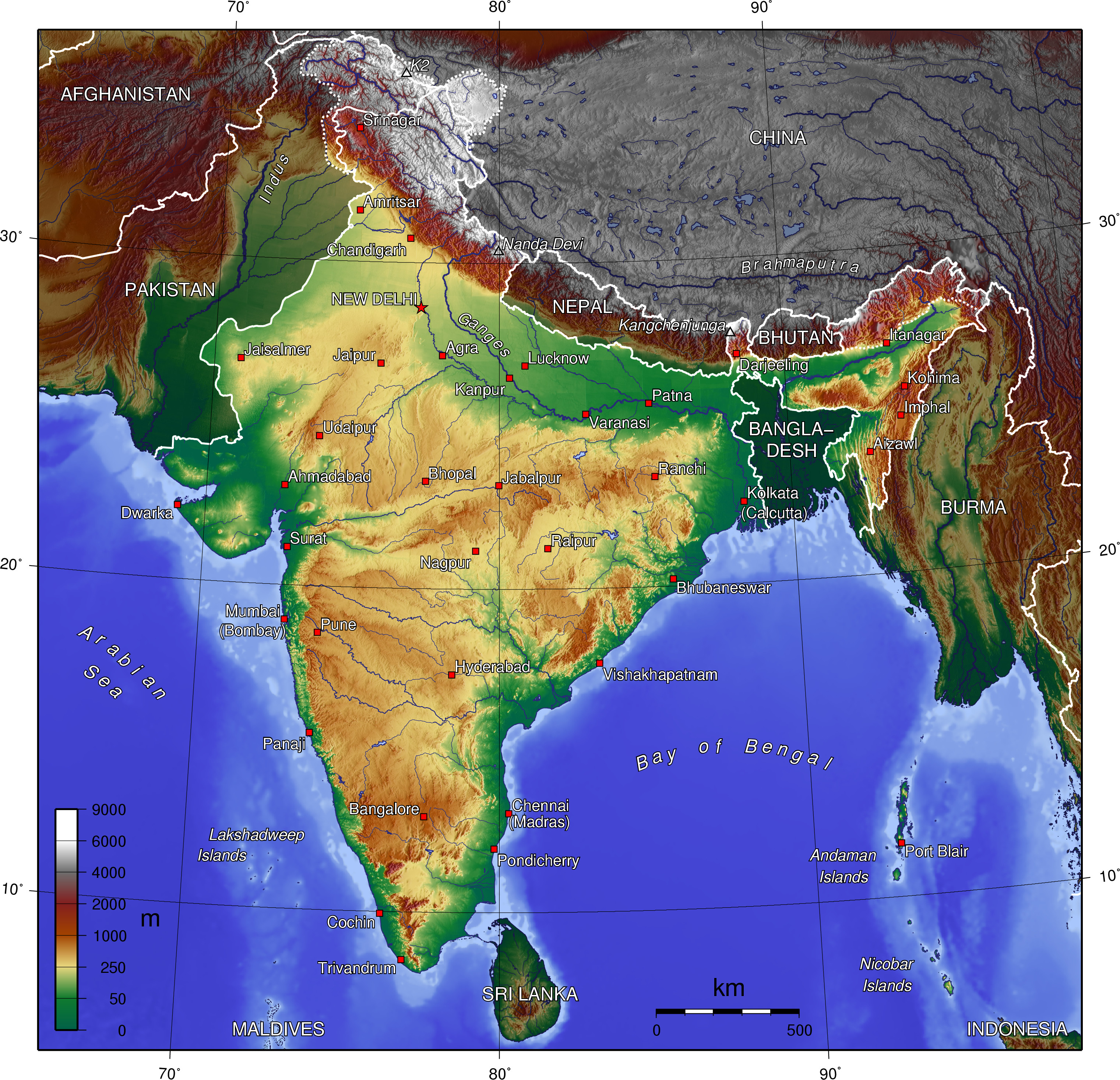
Topographische Karte des Indischen Subkontinents

Lage der Ostghats

Der Bastar-Kraton (Bastar Craton), manchmal auch Bhandara Craton genannt, ist ein Kraton auf dem Indischen Subkontinent. Seine geologische Evolution kann bis zum Paläoarchaikum um ca. 3582 mya zurückverfolgt werden. In dieser Ära bildeten sich die Kerne aus TTG-Komplexen, Grünsteingürteln (Greenstone belts) sowie Granitoiden. Während des Paläoproterozoikums wurden Randbereiche des Kratons durch die Orogenbildungen der Ostghats und des Satpura Fold Belts beeinflusst. Letzterer ist Ausdruck der Verschmelzung des Bastar-Kratons mit dem Bundelkhand-Kraton zwischen ca. 2250 und 2100 mya. Auch entwickelten sich mehrere kontinentale Sedimentbecken, eine Vielzahl von Dyke-Clusterschwärmen sowie Scherzonen.
Die archaischen und frühen paläoproterozoischen Gesteinsvorkommen sowie Mineralbildungsmuster im Bastar-Kraton zeigen eine große Ähnlichkeit mit dem ostantarktischen Napier-Komplex und der Rayner-Provinz sowie dem westaustralischen Yilgarn Craton.

## Lage und Erstreckung
Der Bastar-Kraton nimmt eine Schlüsselposition auf dem Indischen Subkontinent ein, da er sich zwischen drei kratonischen Kernen befindet, dem Dharwar-Kraton im Südwesten, dem Singhbhum-Kraton im Nordosten und dem Bundelkhand-Kraton im Nordwesten. Er hat eine Fläche von ca. 215000 Quadratkilometern und wird südöstlich von den orogenen Gürteln der Ostghats (Eastern Ghats) und nordwestlich vom Satpura Fold Belt mit der Central Indian Tectonic Zone begrenzt. Im Südwesten grenzen das Pranhita Godavari Rift Basin und im Nordosten das Mahanadi Rift Basin den Kraton ein.
Das orogene Satpura-Ereignis am Nordrand des Kratons führte zur Verschmelzung des Bastar-Kratons mit dem Bundelkhand-Kraton ab 2250 mya, wodurch der größte Teil des Indischen Subkontinents entstand.

## Regionale Geologie

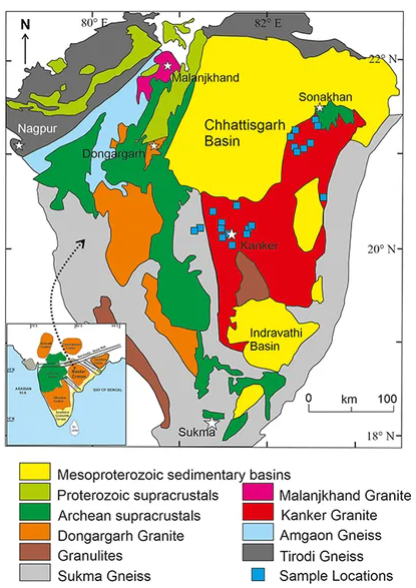
Geologische Karte des Bastar-Kratons

### Grundgebirge
Das Grundgebirge des Bastar-Kratons entwickelte sich ab dem Paläoarchaikum. Es bildet eine der ältesten Lithosphärenbereiche weltweit und besteht aus mehreren Gesteinskörpern unterschiedlicher Petrologie. Diese sind charakteristisch für frühe kratonische Erdkrusten.
TTG-Komplexe
Die TTG-Gneis-Komplexe sind in großen Aufschlüssen freigelegt und bilden den auffälligsten und am häufigsten vorkommenden Gesteinstyp des Kratons. Sie datieren um 3561, 3511 und 3509 mya. Typischerweise bestehen die TTG-Komplexe aus Tonalit-, Trondhjemit- und Granodiorit-Gneisen. Sie erstrecken sich an westlichen, nördlichen, nordöstlichen und südöstlichen Kratonrändern sowie in zentralen Bereichen.
Granitoide
Relativ undeformierte Granitoide bilden die zweitgrößte Gesteinseinheit im Kraton. Sie treten als Intrusiva unterschiedlicher Größe zwischen TTG-Gneisen, Grünsteingürteln und suprakrustalen Abfolgen auf. Die größten Vorkommen sind der Dongargarh Granit Complex und der Malanjkhand Granit Complex. Sie entwickelten sich im frühen Paläoproterozoikum ab 2490 mya.
Der Dongargarh Granit Complex entwickelte sich im gesamten südzentralen Kratonbereich und besteht aus porphyrischen Granodioriten, groben Graniten und Ganggesteinen sowie mafischen Erzgängen. Die Granodiorite entsprechen einem I-Typ und sind durch eine Rapakivi-Textur gekennzeichnet, während die Granite dem A-Typ entsprechen.
Der Malanjkhand Granit Complex bildet einen relativ kleinen Batholith im nordzentralen Bereich. Die ältesten Granitoide sind in der Regel grau und reichen von Quarzdiorit bis zu Granit, wobei Granodiorit bis Quarzmonzonit vorherrschen. Die grauen Granitoide sind der primäre Wirt für Kupfer-Molybdän- und Gold-Vererzung. Deren Nutzung stellt einen bedeutenden indischen Wirtschaftszweig dar. Die grauen Granitoide wurden durch Ganggesteine und Dykes intrudiert. Die Malanjkhand-Granitoide haben geochemische Merkmale vom Granit-Typ I.
Die ältesten Granitoide sind durch Zirkone um 3582 mya definiert. Sie kommen begrenzt im südlichen Bereich (Sukma Orogen) vor. Zirkone um 3561 mya stammen aus einem Tonalitgneis im zentralen Kratonbereich und weitere um 3509 Ma aus einem Trondhjemitgneis aus dem südlichen Kratonbereich. Diese granitischen Zirkone gehören zu den ältesten auf dem Indischen Subkontinent.
Granulite
Granulite entstanden in drei orogenen Episoden um 3400 mya (Sukma Orogeny), 2900 mya (Bengpal Orogeny) und 2700 mya (Bailadila Orogeny) und bilden orogene Gürtel (Orogenic Belt), wie Bhopalpatnam Granulite Belt an den nördlichen Ausläufern des Godavari Rifts, den Karimnagar Granulite Belt und den Kondagaon Granulite Belt am nördlichen Rand des Indravati Basin sowie den Konta-Granulitgürtel im Süden des Sukma Basin. Sie sind hochgradig metamorph überprägt und weisen Granulitfazies auf.
Grünsteingürtel
Granit-Grünsteingürtel sind regional mit TTG-Komplexen assoziiert. Sie bilden orogene Gürtel aus hochgradig metamorph überprägten gebänderte Eisenformationen (BIF) aus mafischen bis ultramafischen Vulkansequenzen mit geringen Anteilen von Sedimentgesteinen. Die länglichen Aufschlüsse kommen im südlichen zentralen Kratonbereich (Dalli Rajhara Belt, Rowghat Belt und Bailadila Belt) vor. Neben den BIF-Ablagerungen reicherte sich in einem Granit-Grünsteingürtel Gold an. Das Alterspektrum reicht vom Mesoarchaikum bis zum Neoarchaikum.

### Deckgebirge
Suprakrustale Gürtel
Suprakrustale Gesteinsabfolgen bilden eine Reihe von orogenen Gürteln. Ihre Vorkommen liegen im Südosten (Bengpal Belt und Sukma Belt), im Nordosten (Sonakhan Belt), im Westen (Amgaon Belt), in der westlichen Mitte (Kotri-Dongargarh Belt) und im Norden (Sasur Belt und Chilipi Belt). Sie entwickelten sich zwischen TTG-Komplexen und Granitoiden oder als Enklaven innerhalb von TTG-Komplexen. Zeitlich gliedern sie sich in zwei Generationen, von denen die ältere vom Archaikum bis zum frühen Proterozoikum und die jüngere vom mittleren bis zum späten Proterozoikum datieren.
Lithostratigraphisch werden sie jeweils in drei Gruppen zugeordnet. Die älteren von ihnen liegen in südlichen Kratonbereichen und bestehen generell aus Peliten, Quarziten, Basalten und Rhyolithen sowie Karbonatverbänden, die schichtförmige Manganvorkommen enthalten. Sie wurden deformiert und metamorph überprägt. Die jüngeren entwickelten sich in nördlichen Bereichen und bestehen überwiegend aus weitgehend undeformierten Konglomeraten, Sandsteinen, Schieferen, Kalksteinen, Hornsteinen und Dolomiten.
Sedimentbecken und Sedimentationen
Im Bastor-Kraton entwickelten sich mehrere sich mehrere intra-kratonische Sedimentbecken. Im nördlichen Bereich befinden das Chhattisgarh Basin, das das weitaus größte vom gesamten Kraton darstellt. Weitere Sedimentbecken sind die von Khariar, Amphani, Indravati und Sukma. Sie liegen am Westrand der Ostghats und entwickelten sich infolge von Extensionen der Ostghats. Im Südwesten des Kratons entwickelten sich das Abujhmar und das Pkhal Basin, die von der Bildung des Godavari Rifts beeinflusst wurden.
Die Becken enthalten generell Siliziklastika, Pyroklaste und durch Fällung (Präzipitation) von Carbonaten, gebänderte Mangan- und Bändererz-Formationen. Außerdem traten Assoziationen von ausgedehntem bimodalem Vulkanismus (bimodal volcanism), bei dem sowohl mafische als auch felsische Laven ausgestoßen wurden, auf. Dieser ist wie die Sedimentationen charakteristisch für extensionale Tektonik.
Das flächenmäßig größte Becken ist das Chhattisgarh Basin. Es befindet sich im nordöstlichen Bereich des Bastar-Kratons und ist lithostratigraphisch durch die 2500 bis 2200 m mächtige Chhattisgarh Supergroup aufgebaut. Sie wurde zwischen 1400 und 1000 mya abgelagert. Detritische Zirkone in Sandsteinen mit Alter um 2500 mya lassen auf ein granitisches und rhyolithisches Grundgebirge schließen. Lokale Sandsteine und vulkanisch-klastische Sandstein weisen jedoch eine große Altersspanne mit Spitzenwerten von ca. 2680 bis 1000 mya auf. Die Sedimente in diesem Becken bestehen größtenteils aus Konglomeraten, Sandsteinen, Mudstone (Schlammsteinen), Kalksteinen, Tuffen und Stromatolithen. Sie unterlagen nur geringen Deformationen und Metamorphosen.
Zeitlich werden die frühesten Sedimentationen der Großen Sauerstoffkatastrophe (GEO) (Great Oxidation Event) zwischen 2500 und 2300 mya und der Paläoproterozoischen Vereisung bzw. Huronischen Eiszeit (Huronian glaciation) von 2400 bis 2300 mya sowie nach der GOE zwischen 2050 und 1850 mya zugeordnet. Spätere orogene Aktivitäten entlang der Ostghats waren für das Auftreten von Ablagerungslücken und Diskordanzen innerhalb dieser Sedimentbecken des Kratons verantwortlich.

### Dykeschwärme
Um 2900, 2400, 2100 und 1890 mya entwickelten sich infolge regionaler Extensionsprozesse und Beckenbildung große Cluster von Dykeschwärmen. Die ältesten Dykes weisen subalkalische und mafische Zusammensetzungen auf, welche tholeiitischen Basalten entsprechen. Sie haben eine WNW-ESE-Ausrichtung. Die Dykes um 2400 besitzen hohe Magnesium-Gehalte, während diejenigen um 2100 mya und 1890 mya eisenreich sind. Sie verlaufen meistens in NWSE- bis NS-Richtung. Die Dykes sind gute Marker für paläomagnetische Rekonstruktionen des Kratons.

### Scherzonen
Der Bastar-Kraton wird von großen Scherzonesystemen durchzogen. Sie verlaufen größtenteils in NWSO- nach OW- und von NO- nach SW-Richtung und stehen in engem Zusammenhang mit den Verläufen des Godavari Rift an der westlichen Grenze des Kratons bzw. der Ostghats am südöstlichen Kratonrand. Sie reflektieren auch den Verlauf der Central Indian Shear Zone.

## Kontinentale Zusammenhänge

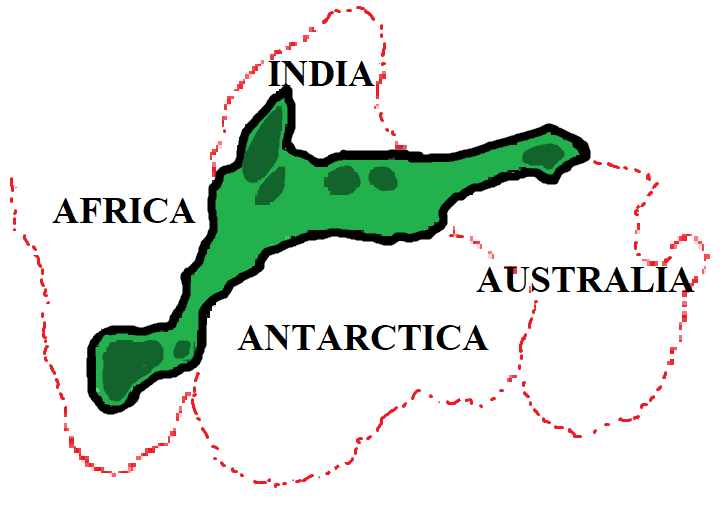
Prinzipielle paläogeographische Darstellung des Kontinents Ur

Archaische und frühe paläoproterozoische Gesteinsvorkommen und Mineralbildungsmuster im Bastar-Kraton zeigen eine große Ähnlichkeit mit dem westaustralischen Yilgarn Craton, was auf eine nahe tektonisch Positionen der beiden alten Kratonblöcke hinweist. Diese paläogeographische Konfiguration kann dem Kontinent Ur zugeordnet werden, der vor ca. 3000 mya existiert haben soll. Paläomagnetische Studien haben die Trennung dieser beiden Blöcke um ca. 1980 mya ergeben. Dadurch entstand ein Paläozean, der sich infolge der Kollision des Bastar-Kratons (und des Dharwar-Kratons und Singhbhum-Kratons) mit dem ostantarktischen Napier-Komplex und der Rayner-Provinz wieder schloss (siehe auch Ostgondwana). Dadurch bildeten sich die Ostghats zwischen 1900 und 900 mya. Die Separierung des Indischen Subkontinents (damals Groß-Indien) von Ostantarktika erfolgte zwischen 160 und 132 mya während des Zerfalls Gondwanas.